# 조선민주주의인민공화국 금융정보국
금융정보국(金融情報局, Financial Intelligeice Agendy, The Democratic People's Republic of Korea, 약칭 FIA DPRK)은 자금세척 및 테로자금지원반대법에 따라 자금세척 및 테로자금지원반대를 위한 금융 정보사업을 독자적으로 진행하는 기관이다. 2014년 2월 26일 창설되었다.
금융정보국은 금융기관 등 신고의무기관들로부터 자금세척 및 테로자금지원과 관련한 대량거래와 의심스러운 거래, 전제범죄자료를 접수, 수집, 분석하여 분석결과를 해당 기관들에 배포하는 사업을 기본으로 한다.

## 연혁
- 2014년 2월 26일 금융정보국 창설
- 2016년 4월 20일 현실발전의 요구에 맞게 《조선민주주의인민공화국 자금세척 및 테로자금지원반대법》을 새로 제정
- 2015년 1월 21일《조선민주주의인민공화국 형법》의 제291조부터 300조까지 자금세척 및 테로자금지원범죄와 관련한 10개 조문을 새로 추가
- 2018년 3월 19일 내각결정 제17호로 자금세척 및 테로자금지원반대법시행규정을 채택

## 같이 보기
- 조선민주주의인민공화국 중앙은행
- 조선통일발전은행